# 池谷氏
池谷（いけがや、いけや、いけのや、いけやつ、いけたに、いけのたに）は日本の氏族のひとつ。遠江国を根拠地とした。

## 概要
「池谷（いけがや）」の名字は、三方ヶ原の戦いにおいて徳川家康が戦の追手から逃れていたのを中世からの土豪であった後の池谷（いけがや）家が、偶然その時育てていた萱の中に隠して助けたことで徳川家康から報奨として与えられた名字である。名字の語源は「生かす萱（かや）」であり、「生萱（いけかや）」の読み方が転訛して「池谷（いけがや）」となった。その後、本家である池谷（いけがや）家の他にも、読み方や漢字が派生して生まれた分家である、いけがや（池ヶ谷）、いけのや（池ノ谷）などの氏族が見られるようになった。また、池谷（いけがや）家は、名字を授かる以前は現在の静岡県あたりの大地主であったが、名字帯刀を許されてからは、武士となる。焼津市の市指定文化財徳川家康公床机据え跡によると、徳川家康が鷹狩の際、旧大井川町の宗高の代官であった池谷清右衛門（いけがや せいうえもん）の家で休憩したとの記録がある。また、池谷（いけがや）家は、書画においても知られ、11代目の池谷松石（いけがや しょうせき）は、門徒100人程を有する絵師で、「日本全勝千万年之図」は、焼津市の市指定文化財である。また、松石の長男の池谷雲谷の作である扁額「静富山」も焼津市の市指定文化財である。さらに、池谷（いけがや）家の実業家である池谷政一郎は、明治時代に宗高学校や宗高郵便取扱所、米商会社を営み、約14kmの直線道路である池谷街道（現在の静浜街道）、大井川に架かる池谷橋（現在は流出）を建設した。現在に池谷（いけがや）氏を名乗る人物は非常に少なく、それらの後裔である。
また、分家の池谷（いけのや）家について、港北区史では、江戸時代に横浜市綱島地区で鷹狩の役職である野廻り役に池谷重兵衛が選ばれ苗字帯刀を許されたと記されている。また代々弓術の名家であり、徳川家に弓術の指南も任されており、江戸幕府の御家人に取り立てられた者もいる。報奨として江戸幕府から直々に弓や弓道場や蔵などを名字も含めて授かっている。
幕末の静岡や神奈川の記録では、勝海舟の協力者として商家や旗本などにも池谷氏が散見される。明治に入ると、港湾設備を多く抱える土地柄、また、勝海舟の影響等もあり、土木・建築等の留学生の名目で、池谷氏の中にはアメリカ合衆国など海外へ渡航する者もいた。